# Electrotermes
Electrotermes (лат.) — ископаемый род термитов из семейства Kalotermitidae. Известно 3 вида в эоценовых янтарях. Впервые представители рода были обнаружены в 1854 году в балтийском янтаре (ныне Калининградская область, Россия, около 38 млн лет), а также в 2006 году найдены в уазском янтаре (Франция).

## Описание
Антенна с 15—18 члениками. Глаза маленькие; диаметр 0,29 мм. Оцеллий расположен очень близко к глазу, но не касается его. Переднеспинка шире головы. Переднее крыло со всеми основными все основные жилки выходят самостоятельно на шов крыла; крыловая жилка радиус (R1) простая; иногда присутствует вторая ветвь радиуса; радиальный сектор сильно склеротизированный, с шестью-семью ветвями; медиа слабая и проходит немного ближе к радиальному сектору, чем к кубитусу, ветвится вблизи апикальной части крыла; кубитус слабый и несклеротизован. Формула голенных шпор 3:3:3. Средняя голень с двумя наружными шипами. Аролиум присутствует.
В 2024 году Мизумото и соавторы (Mizumoto et al. 2024) описали инклюз балтийского янтаря из рудника Янтарный (Калининградская область, Россия), в котором сохранилась пара самка-самец вида термитов Electrotermes affinis, интерпретируемая как вероятная тандемная бегущая пара. Во время брачного бега они вместе погибли под потоком смолы. Длина самки 6,5 мм, самца — 5,5 мм.

## Систематика
Род Electrotermes, был впервые выделен в 1913 году для вида †Calotermes (Electrotermes) affinis Hagen, 1854 из балтийского янтаря («Prussia») в статусе подрода Calotermes (Electrotermes) Rosen, 1913. Некоторые авторы выделяли его в отдельное подсемейство Electrotermitinae Emerson, 1942. Включает 3 вида.
- †Electrotermes affinis (Hagen, 1854)
  - =†Termes affinis Hagen, 1854[7]
- †Electrotermes flecki Nel & Bourguet, 2006[8]
- †Electrotermes girardi (Giebel, 1856)
  - =†Termes girardi Giebel, 1856[9]